# 로베르 카이오

WWW's historical logo designed by Robert Cailliau

로베르 카이오(프랑스어: Robert Cailliau 로베르 카요[*], 프랑스어 발음: [ʁɔbɛʁ kajo], 1947년 1월 26일~)는 벨기에의 정보공학자, 컴퓨터 과학자, 저술가이다.

## 업적
유럽입자물리연구소(CERN) 재직시절인 1987년, CERN을 위한 최초의 하이퍼텍스트 시스템을 제안하였고, 그런 명칭으로 명명되기 이전부터 월드 와이드 웹 개발에 관해 팀 버너스리와 공동작업을 수행했다.
WWW의 역사적인 로고를 디자인했으며, 1994년 CERN에서 첫번째 국제 월드와이드웹 컨퍼런스를 조직하였고,1995년에는 CERN에서 글로벌 웹 컨소시엄으로의 웹개발 사업을 이전하는 작업을 주도하였다.
저서로는 Web의 탄생과 기원에 관해 James Gillies와 공동집필한 <How the Web Was Born>이 유명하다.

## 생애
1947년 1월 26일 벨기에 Tongeren에서 출생하여, 1958년 부모님을 따라 앤트워프(Antwarp)로 이주하여 성장기를 보냈다.
1969년 전기 및 기계공학 전공으로 겐트대학교를 졸업하였고, 1971년에는 미시간대학교에서 컴퓨터공학 석사학위를 받았다.
대학원 졸업 후 CERN연구원으로 사회생활을 시작하였고, 월드와이드웹 개발과 확립에 핵심적인 역할을 수행하였으며, 이후에도 유럽연합의 각급학교를 비롯한 세계적인 보급과 정착을 위해서 헌신하였다.